# Christian Andreas Doppler
Christian Andreas Doppler (Salzburgo, 29 de noviembre de 1803-Venecia, 17 de marzo de 1853) fue un matemático y físico austríaco.
Principalmente conocido por su hipótesis sobre la variación aparente de la frecuencia de una onda percibida por un observador en movimiento relativo frente al emisor. A este efecto se le conoce como efecto Doppler.

## Semblanza

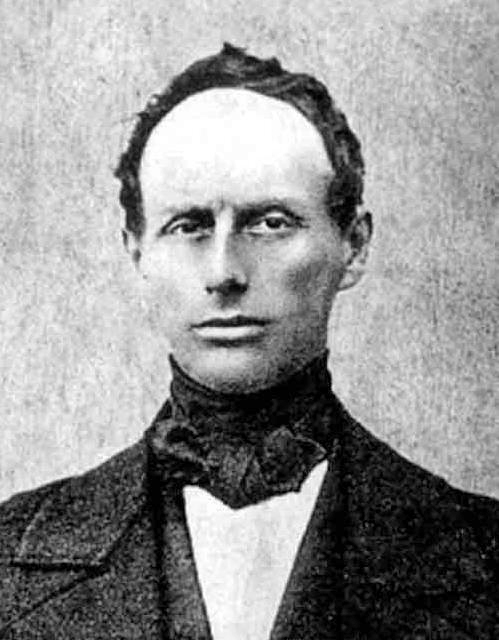
Retrato de Christian Andreas Doppler

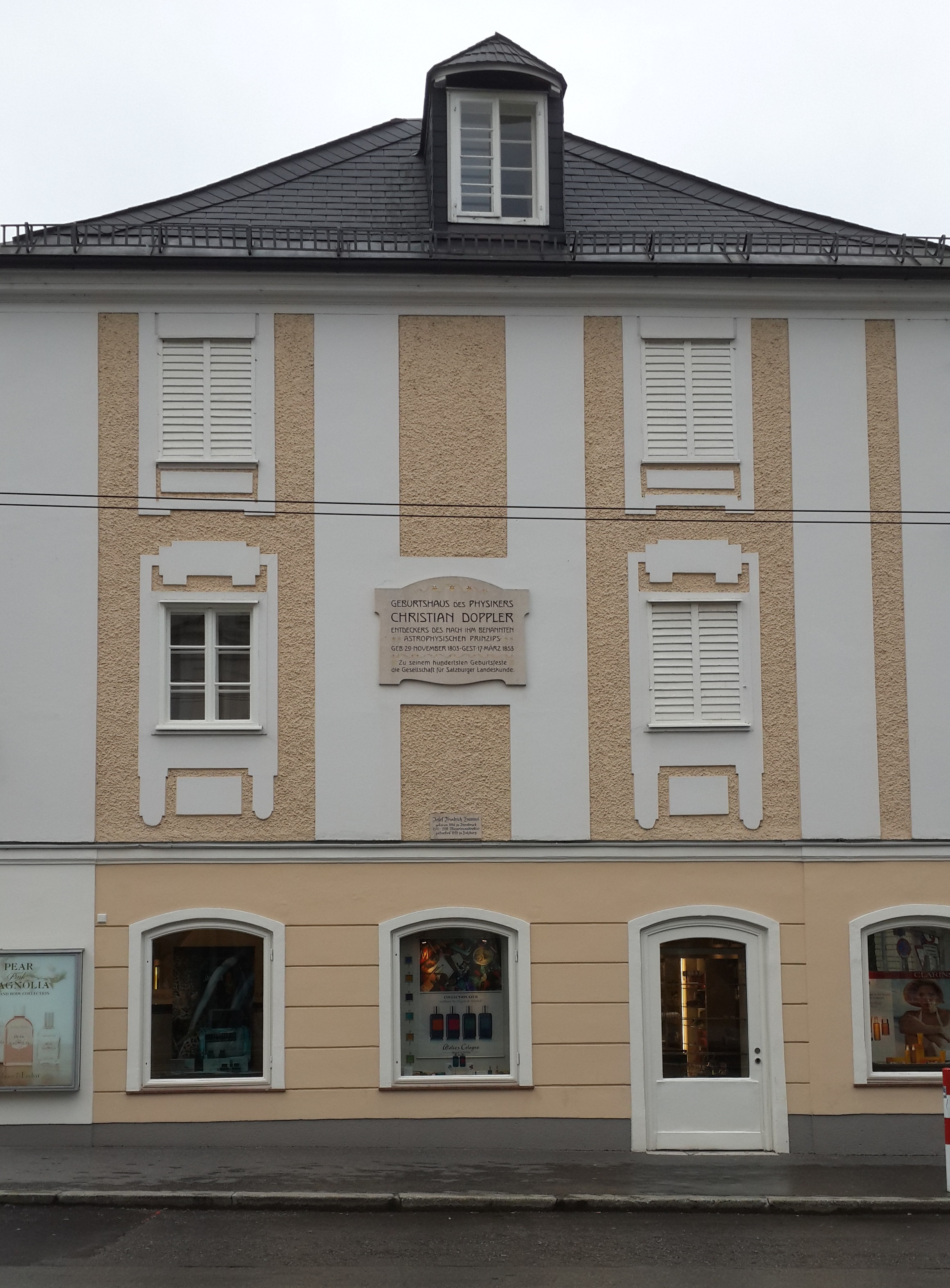
Casa natal de Doppler en Salzburgo, justo al lado de donde vivió la familia de Wolfgang Amadeus Mozart. La sociedad conmemorativa de investigación sobre Doppler está alojada allí actualmente.

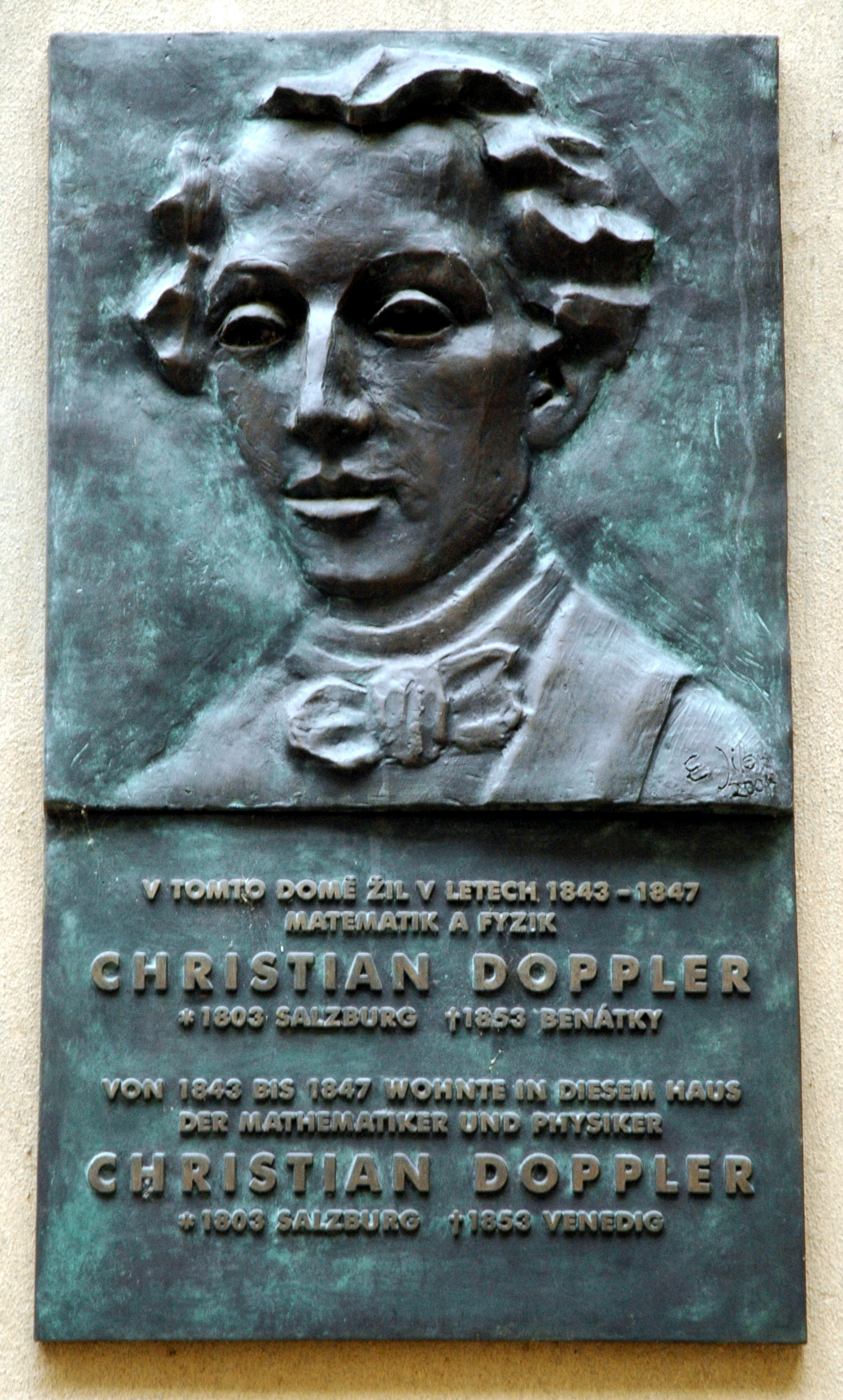
Placa conmemorativa en la casa de Praga en la que vivió Doppler desde 1843 hasta 1847.

Christian Doppler nació en el seno de una familia austriaca dedicada a la construcción, establecida en Salzburgo desde 1674. El próspero negocio familiar permitió edificar una elegante casa en la Hannibal Platz [actualmente Makart Platz] en Salzburgo que se conserva en la actualidad y en la que nació Christian Doppler, que no pudo seguir la tradición familiar debido a problemas de salud.
Doppler estudió física y matemáticas en Viena y Salzburgo. En 1841 comenzó a impartir clases de estas materias en la Universidad de Praga. Presentó la idea que le inmortalizó en un congreso de ciencias naturales que se celebró en Praga en mayo de 1842. La comunicación llevaba por título "Über das farbige Licht der Doppelsterne" (Sobre el color de la luz de las estrellas dobles). Sus ideas las tomó después de observar durante mucho tiempo los fenómenos de la naturaleza. En 1844 su salud no era nada buena. La situación empeoró porque sus estudiantes lo denunciaron por ser demasiado duro y exigente en los exámenes. Se le separó de la enseñanza durante un tiempo hasta 1846. 
En junio de 1845, el científico y meteorólogo neerlandés, Christoph H.D. Ballot, confirmó el principio de Doppler durante el trayecto en tren de Utrech a Ámsterdam. Doppler realizó un experimento poco después. Utilizó una locomotora para realizar sus observaciones. Colocó un grupo de músicos en un ferrocarril y les indicó que tocaran la misma nota musical mientras que otro grupo de músicos, en la estación del tren, registraba la nota musical que oían mientras el tren se acercaba y alejaba de ellos sucesivamente. Una idea engorrosa, pero brillante. Es curioso que el ejemplo clásico para ilustrar el efecto Doppler es el silbato de una locomotora en movimiento acercándose y luego alejándose de un observador inmóvil; él no tuvo en cuenta este hecho en su experimento.
Durante sus años como profesor en Praga publicó más de 50 artículos en áreas de matemáticas, física y astronomía. Durante este tiempo no tuvo gran éxito como profesor o como matemático con la notable excepción de la admiración hacia sus ideas profesada por el eminente matemático Bernard Bolzano (1781-1848).
Su carrera como investigador en Praga fue interrumpida por la revolución de marzo de 1848 y Doppler tuvo que dejar la ciudad trasladándose a Viena. En 1850 fue nombrado director del Instituto de Física Experimental de la Universidad de Viena pero su siempre frágil salud comenzó a deteriorarse. Poco después, a la edad de 49 años, falleció de una enfermedad pulmonar mientras intentaba recuperarse en la ciudad de Venecia.

## Nombre completo
Existe cierta confusión sobre el nombre completo de Doppler. Doppler se refirió a sí mismo como Christian Doppler. En los registros de su nacimiento y bautismo figura como Christian "Andreas" Doppler. Cuarenta años después de la muerte de Doppler se introdujo el término equivocado de "Johann" Christian Doppler por el astrónomo Julius Scheiner. El error de Scheiner fue reproducido por muchos otros autores.

## Eponimia
- El conocido Efecto Doppler, fenómeno físico que permite determinar si una fuente de emisión de ondas se está acercando o alejando del observador analizando su frecuencia. A su vez, numerosos instrumentos y técnicas que se basan en este efecto llevan su nombre (como la ecografía Doppler, el  radar de impulsos Doppler, el vibrómetro o la espectroscopia Doppler).
- El cráter lunar Doppler.
- El asteroide (3905) Doppler.